# 貝登堡男爵
貝登堡男爵（英語：Baron Baden-Powell），領地位於艾塞克斯郡極偉，是一個英國世襲貴族的爵位。此爵位於1929年授予軍事指揮官、梅富根城戰役英雄以及國際童軍運動創始者羅伯特·貝登堡中將。此前他已於1922年12月4日，在元旦受勳者名冊中被授予本特利的從男爵爵位。截至2019年，該爵位由貝登堡的孫子持有，稱為第四代貝登堡男爵，於2019年從其兄長繼承而來。
第一代男爵的父親貝登·鮑威爾，是一位數學家。瓦靈頓·貝登堡爵士、艾格妮絲·貝登堡與貝登·貝登堡等三名第一代貝登堡男爵的親戚，皆依法獲得聲譽。

## 貝登堡男爵（1929年）
- 羅伯特·貝登堡，第一代貝登堡男爵（1857年－1941年）
- 亞瑟·彼得·貝登堡，第二代貝登堡男爵（1913年－1962年）
- 羅伯特·克勞斯·貝登堡，第三代貝登堡男爵（1936年－2019年）
- 麥可·貝登堡，第四代貝登堡男爵（1940年－2023年）
- 大衛·羅伯特·貝登堡，第五代貝登堡男爵（1971年）

確定繼承人則為持有者的兒子，麥斯威爾·貝登堡（2009年）

## 紋章
|  | 採用日期1929年 冠冕男爵冠冕 飾章第一部分：一頭金色的獅子呈行進姿勢，爪子中握著一根斜置的破碎比武長槍，該長槍呈自然色彩，由紅色絲帶懸掛一枚盾徽，盾徽位於黑色的花環上，花環上飾有一個金色的箭頭形標記（鮑威爾家族）；第二部分：從金色的帶棘冠中出現一頭紅色的半身獅子，頭戴相同的冠冕，肩膀上飾有一個銀色的十字架，獅子用爪子支撐著一把豎立的劍，劍身為自然色，劍柄和劍柄裝飾為金色（巴登家族）。 盾紋四分盾：第一與第四部分，上半金色下半銀色，中間有一頭紅色站立的獅子，左右各立一根比武長槍（自然色，鮑威爾家族）；第二與第三部分，銀底上有一頭自然色的站立獅子，頭戴金色帶棘冠，周圍間隔排列著四個紅色十字架和四個藍色百合花飾（巴登家族）。 扶盾者右側：一位第十三/第十八輕騎兵團的軍官，穿著全套軍裝，手持佩劍，劍過肩，顯示自然色；左側：一名童軍，手持一根杖，顯示自然色。 銘言Ar Nyd Yw Pwyll Pyd Yw（有穩定之處，必有鮑威爾。） |